# Attagenus hirtulus
Attagenus hirtulus là một loài bọ cánh cứng trong họ Dermestidae. Loài này được Rosenhauer miêu tả khoa học năm 1856.